# Riverdale (circonscription provinciale)
Pour l’article homonyme, voir Riverdale.
Circonscription électorale provinciale du Canada
Riverdale est une ancienne circonscription provinciale de l'Ontario représentée à l'Assemblée législative de l'Ontario de 1914 à 1999.

## Géographie
Située sur les rives du lac Ontario, la circonscription provient d'une partie de la circonscription de Toronto East.

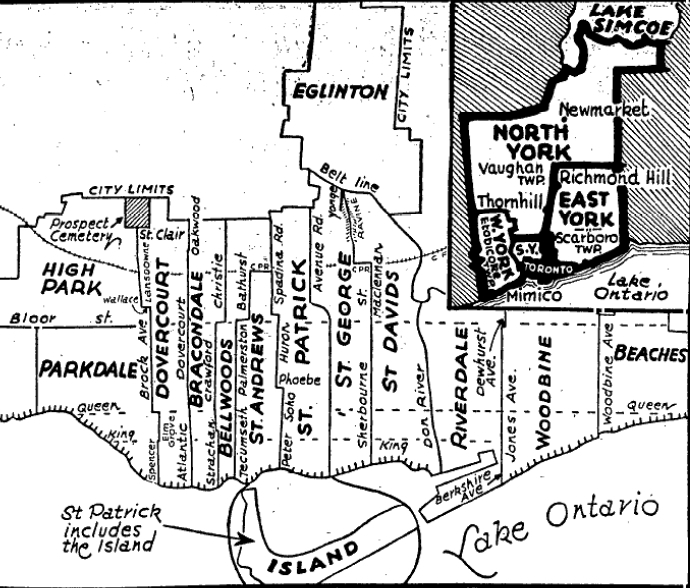
Circonscription après la redistribution de 1926
- Circonscription après la redistribution de 1934

## Historique
| Législature                                        | Années    | Député               | Député                   | Parti                     |
| -------------------------------------------------- | --------- | -------------------- | ------------------------ | ------------------------- |
| Riverdale                                          |           |                      |                          |                           |
| Circonscription issue de Toronto East              |           |                      |                          |                           |
| 14e                                                | 1914-1919 |                      | Joseph Russell (en)      | Conservateur              |
| 15e                                                | 1919-1923 |                      | Joseph McNamara (en)     | Soldat                    |
| 16e                                                | 1923-1926 |                      | George Oakley (en)       | Conservateur              |
| 17e                                                | 1926-1929 |                      | George Oakley (en)       | Conservateur              |
| 18e                                                | 1929-1934 |                      | George Oakley (en)       | Conservateur              |
| 19e                                                | 1934-1937 |                      | Robert Allen (en)        | Libéral                   |
| 20e                                                | 1937-1943 |                      | William Summerville (en) | Progressiste-conservateur |
| 21e                                                | 1943-1945 |                      | Leslie Wismer (en)       | CCF                       |
| 22e                                                | 1945-1948 |                      | Gordon Millen (en)       | Progressiste-conservateur |
| 23e                                                | 1948-1951 |                      | Leslie Wismer (en) (2)   | CCF                       |
| 24e                                                | 1951-1955 |                      | Robert Macaulay (en)     | Progressiste-conservateur |
| 25e                                                | 1955-1959 |                      | Robert Macaulay (en)     | Progressiste-conservateur |
| 25e                                                | 1959-1963 |                      | Robert Macaulay (en)     | Progressiste-conservateur |
| 27e                                                | 1963-1964 |                      | Robert Macaulay (en)     | Progressiste-conservateur |
| 27e                                                | 1964-1967 |                      | Jim Renwick              | Néo-démocrate             |
| 28e                                                | 1967-1971 |                      | Jim Renwick              | Néo-démocrate             |
| 29e                                                | 1971-1975 |                      | Jim Renwick              | Néo-démocrate             |
| 30e                                                | 1975-1977 |                      | Jim Renwick              | Néo-démocrate             |
| 31e                                                | 1977-1981 |                      | Jim Renwick              | Néo-démocrate             |
| 32e                                                | 1981-1984 |                      | Jim Renwick              | Néo-démocrate             |
| 32e                                                | 1984-1985 |                      | Vacant                   |                           |
| 33e                                                | 1985-1987 |                      | David Reville (en)       | Néo-démocrate             |
| 34e                                                | 1987-1990 |                      | David Reville (en)       | Néo-démocrate             |
| 35e                                                | 1990-1995 | Marilyn Churley (en) |                          | Néo-démocrate             |
| 36e                                                | 1995-1999 | Marilyn Churley (en) |                          | Néo-démocrate             |
| Circonscription dissoute parmi Broadview—Greenwood |           |                      |                          |                           |